# Drøbak

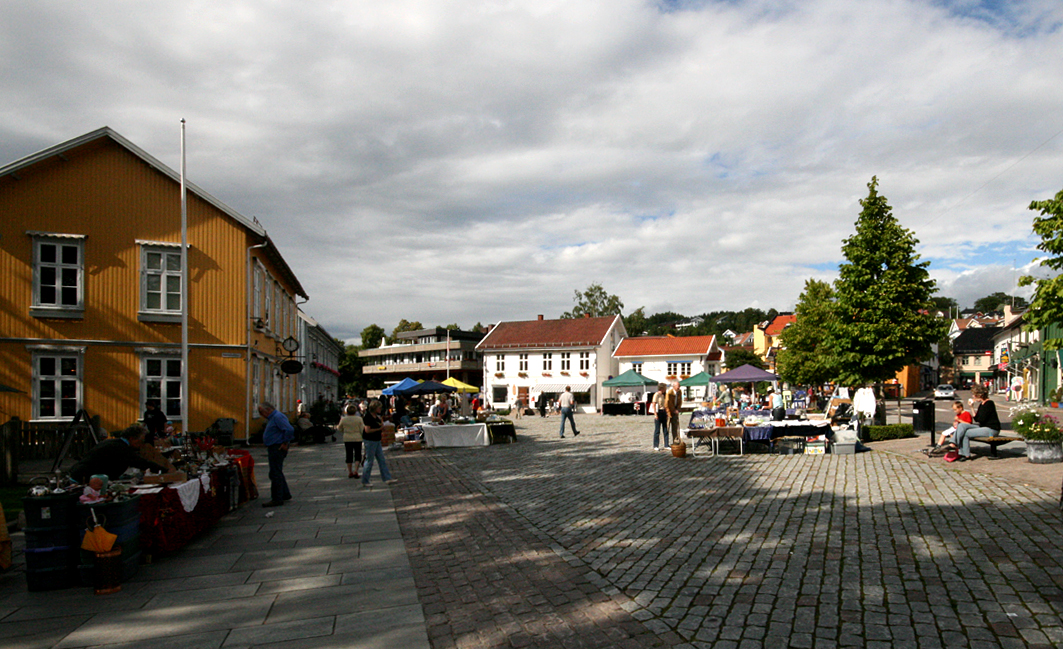
Główny plac w Drøbak

Drøbak – miasto w Norwegii, położone nad fiordem Oslo, po wschodniej stronie cieśniny Drøbak, 36 km na południe od Oslo. Siedziba gminy Frogn w prowincji Akershus. Ośrodek przemysłu spożywczego.
W 2022 roku liczyło 13 675 mieszkańców.

## Historia
20 sierpnia 1842 r., Drøbak otrzymało prawa kupieckie i tym samym stało się miastem, jedynym w Akershus w tamtym okresie. W 1962 r. postanowieniem Schei komitetu utraciło prawa samodzielnej gminy i zostało włączone do gminy Frogn. Prawa miejskie odzyskało 13 stycznia 2006 r.
Najwęższe miejsce fiordu Oslo jest w rejonie Drøbak. Dawniej, podczas srogich zim, fiord zamarzał na całym odcinku od Drøbak, w górę do Oslo. Z tego powodu miasto było nazywane zimowym portem Oslo.

### II wojna światowa
Ważnym wydarzeniem w historii miasta było zatopienie niemieckiego krążownika Blücher. W ramach operacji Weserübung okręty Marynarki Wojennej III Rzeszy miały przetransportować do poszczególnych norweskich portów oddziały Wehrmachtu. Oddziały te były potrzebne do planowanego przejęcia władzy w Oslo, jak i całej Norwegii. Rankiem, 9 kwietnia 1940 r., podczas próby wpłynięcia niemieckiej floty do fiordu Oslo, dowódca twierdzy Oscarsborg, pułkownik Birger Eriksen, zarządził otwarcie ognia, mimo że de facto dysponował tylko dwoma strzałami najcięższego kalibru (kłopoty z mechanizmem przeładowania). Było to pogwałcenie rozkazu przełożonych, bowiem załoga była zobowiązana rozkazem, by otwierać ogień wyłącznie w ramach samoobrony (sam Eriksen miał powiedzieć „Albo mnie odznaczą, albo postawią mnie przed sądem wojskowym.”). Norweskie baterie nadbrzeżne zatopiły ciężki krążownik Blücher (na pokładzie którego znajdował się oddział komandosów specjalnie przeznaczony do schwytania osób najważniejszych dla struktur państwowych Norwegii) oraz uszkodziły okręt pancerny Lützow, co opóźniło zdobycie Oslo. Zatopienie Blüchera umożliwiło ewakuację norweskiej rodziny królewskiej, rządu, a także ocalenie skarbu państwa.

## Turystyka
Drøbak ma dobrze rozwiniętą sieć dróg rowerowych prowadzących wzdłuż wybrzeża oraz park miejski. W miasteczku znajduje się też kilka miejsc wartych odwiedzenia:
- oficjalny urząd pocztowy świętego Mikołaja – przy Torggata 4 znajduje się sklep bożonarodzeniowy (norw. Julehuset) z dyżurującym przez cały rok św. Mikołajem. Wystawiona jest też księga, do której można wpisywać życzenia. Urząd pocztowy istnieje tu zaledwie od 1988 r., ale wiele norweskich dzieci tutaj adresuje swoje listy z życzeniami. Adres urzędu pocztowego: Julenissen’s Postkontor, Torget 4, 1440 Drøbak, Norway.
- drewniany kościół z 1776 r.
- marina dla jachtów i małych jednostek – położona blisko centrum miasteczka w pobliżu terenów spacerowych. Na uwagę zasługuje ciekawa rzeźba siedzących na skałach syrenek znajdująca się przy wejściu na pirs.
- akwarium morskie – znajduje się w pobliżu mariny i oferuje kolekcję żywych zwierząt do oglądania.
- plaża miejska z kąpieliskiem – trawiasty teren do wypoczynku wyposażony w odpowiednią infrastrukturę (kosze, sanitariaty, prysznic) i piaszczyste kąpielisko.

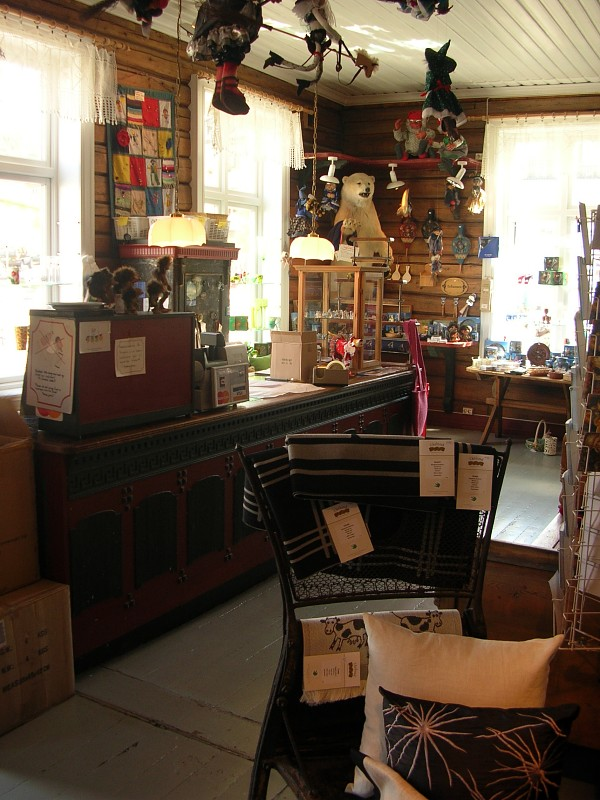
Julehuset